# El Nuevo Día (Colombia)
El Nuevo Día es un diario impreso en Ibagué, Colombia, fundado en 1992 y de propiedad del grupo de medios de Vanguardia Liberal. Su influencia es notoria en la zona centroccidente del país, y se ha constituido por excelencia como el principal y más riguroso medio de comunicación del departamento del Tolima.  
Cuando Ibagué carecía de un medio escrito de importancia, se estableció la unión entre un grupo de empresarios tolimenses y los directivos de los periódicos Vanguardia Liberal de Bucaramanga, El Universal de Cartagena y El Colombiano de Medellín, alrededor de la empresa Editorial Aguasclaras S.A.
Sin embargo, aunque la constitución de la empresa era un hecho, aún no se contaba con el terreno donde funcionaría el diario, la máquina rotativa para la impresión, además de los equipos necesarios para iniciar las labores de administración, arte y pre-prensa.
Solo después de adecuar la infraestructura necesaria y capacitar al personal en cada una de las labores que se requerían, se logró por fin poner a andar los motores de la rotativa, en la que se imprimieron los primeros ejemplares de EL NUEVO DÍA, los cuales circularon por primera vez el domingo 29 de noviembre de 1992, fecha en la que salió a la venta la primera edición del periódico.
Desde ese día, la primera plana del diario de los tolimenses ha sido el soporte de los acontecimientos más importantes de Ibagué, el Tolima, Colombia y el mundo, donde se han registrado con alegría y tristeza, hechos significativos en la historia, además de grandes logros y tragedias colombianas.
En su historia, importantes reconocimientos y galardones han sido obtenidos por los periodistas de EL NUEVO DÍA. Entre ellos un Premio Nacional de Periodismo Simón Bolívar, un Premio Nacional de Fotografía del CPB, además de un Premio Nacional de Fotografía Ecológica. Asimismo, figuran un premio Colprensa a la mejor crónica y uno más, en el campo del periodismo deportivo, por el mejor cubrimiento de la Copa Toyota Libertadores.
Uno de los grandes logros ha sido la conformación del Grupo de Medios del Tolima, empresa que produce el Q'hubo, antes Nuestro Diario, del cual la Editorial Aguas Claras S.A posee el 70 por ciento, mientras que el Grupo Nacional de Medios el 30 por ciento.
El 29 de noviembre de 2011, EL NUEVO DÍA celebró su aniversario número 19, con el que se completaron un total de seis mil 758 ediciones. Un día después, el periódico fue condecorado por parte de la Administración local, con la Orden Ciudad Ibagué, la máxima distinción que puede recibir una institución en Ibagué.
En el año 2017, fue condecorado por la Gobernación del Tolima, la Universidad del Tolima, Fenalco, la Cámara de Comercio de Ibagué, entre otros, por sus 25 años de historia.

## Responsabilidad social y educación
'De la misma manera, el diario de los tolimenses se ha destacado por su responsabilidad social, traducida en el apoyo brindado a proyectos educativos que favorecen e impulsan el desarrollo académico de la región. Programas como Pre-Icfes, programa masivo de preparación de los jóvenes bachilleres en las Pruebas de Estado, hoy pruebas Icfes Saber; programa Prensa Escuela y la feria Expouniversidades.
Expouniversidades constituye, sin lugar a dudas, el evento más importante del sector educativo en el Departamento. La feria, a la que asisten cada año alrededor de 10 mil estudiantes, ha sido consolidada por EL NUEVO DÍA junto al colegio Champagnat desde 1999, año en que se llevó a cabo su primera versión. 
Y fue precisamente el interés y su aporte a la educación, lo que originó que en 2006, el Ministerio de Educación Nacional y la entidad Empresarios por la Educación, le confirieran al diario, el “segundo puesto en el ámbito nacional al periódico El Nuevo Día, por su calidad, contenido, dedicación e información diaria del acontecer educativo”.
En cuanto al aporte a la cultura, se destacan publicaciones semanales como la página de Educación, que cada domingo plantea un tema actual acerca de las instituciones educativas de Ibagué y el Tolima. Como complemento académico y literario, la sección de Facetas, constituye un espacio de reflexión y análisis desde el punto de vista de una obra o exposición, una historia de vida o un testimonio. Como suplemento de los temas que son noticia, pero que requieren de un análisis a profundidad, se encuentra la sección Séptimo Día, en la que se devela el lado oculto de los acontecimientos a partir de una rigurosa y detallada investigación periodística.  

## La organización
En el 2012 inicia una época de renovación para EL NUEVO DÍA, con la llegada de un nuevo gerente, Miguel Ángel Villarraga Lozano, quien asumió el reto de continuar el legado dejado por Antonio Melo Salazar, y que ha lo llevó a posicionar al diario de los tolimenses como un líder de opinión en el Departamento y posicionarlo comercialmente en el Tolima.
En el año 2019, por decisión de la junta directiva, llega a la gerencia de la editorial, Adriana Lucía Quijano, exgerente del Centro Comercial Multicentro. 
Con nuevas ideas en búsqueda de objetivos renovados, el periódico desde entonces se ha encaminado a la consecución de una ambiciosa misión, que propende con el compromiso de aportar al desarrollo de la ciudad y la región, además de cambiar la imagen del tolimense, con imparcialidad, seriedad, y compromiso con la verdad. 
Renovación digital y transformación editorial
Entre 2021 y 2023, Laura Guana Romero se desempeñó como Editora de Impresos y Directora Web de El Nuevo Día, liderando la transformación digital del medio. Implementó estrategias orientadas al SEO, reforzó la visibilidad online y estableció alianzas digitales —por ejemplo, con el proyecto Pulzo— que generaron un notable crecimiento en páginas vistas y usuarios únicos. Asimismo, impulsó proyectos editoriales digitales centrados en la monetización de contenidos y la fidelización de audiencias, consolidando el portal como un referente informativo regional. (pulzo.com).
En Julio del 2023, renuncia Adriana Quijano como gerente, dejando a la empresa en manos del doctor Leonidas López, miembro de la junta directiva de la empresa, exrector de la Universidad de Ibagué, de la Corporación Universitaria Minuto de Dios y expresidente de la Asociación para el Desarrollo del Tolima, como Gerente. Y de Cristian Arroyo, exdirector del diario Q'Hubo Ibagué, como Editor General. 